# Polyrhachis hector
Polyrhachis hector är en myrart som beskrevs av Smith 1857. Polyrhachis hector ingår i släktet Polyrhachis och familjen myror. Inga underarter finns listade i Catalogue of Life.